# Front national progressiste
Le Front national progressiste (FNP) est une coalition de partis politiques syriens créée en 1972. Le Front réunit des partis soutenant la politique nationaliste arabe et socialiste du gouvernement baasiste.
Le front est créé par le président syrien d'alors, Hafez el-Assad pour donner l'illusion d'un système multipartiste, selon les modèles est-allemand et polonais de l'époque. La charte du parti prévoit qu'au moins 50 % des votes du comité de direction reviennent au Baas, qui domine donc en réalité cette coalition. Un certain nombre de sièges au parlement syrien sont réservés aux membres du FNP. Le FNP fait partie des efforts du parti Baas pour élargir sa base de soutien et neutraliser les perspectives de toute opposition libérale ou de droite durable, en provoquant des scissions au sein des partis de gauche indépendants.
Entre 1972 et 2011, seuls les partis politiques membres du FNP sont autorisés. Le 25 juillet 2011, dans le contexte de la révolte contre le gouvernement, le parlement syrien a voté une loi autorisant l'existence de partis d'opposition, sous diverses conditions. Aucun des partis du FNP non-Baas n'a joué un rôle réel dans la societé syrienne.
La chute du président Assad en décembre 2024 met fin de facto à la coalition et à sa domination sur le pays. Le mois suivant, les nouvelles autorités syriennes dissolvent l'ensemble des partis du FNP et leur interdisent de se reformer sous un autre nom.

## Partis membres

### Membres actuels
- Parti Baas syrien
- Union socialiste arabe
- Mouvement socialiste arabe
- Parti social nationaliste syrien
- Parti de l'union socialiste
- Unionistes sociaux-démocrates
- Parti communiste syrien (groupe de Youssouf Fayçal)
- Parti communiste syrien (groupe de Khalid Bakdash)
- Parti de l'alliance nationale